# Сесвете
Сесвете (хорв. Sesvete) — населений пункт у Хорватії, у складі громади Загреба. Також цю назву носить один із адміністративних районів Загреба.

## Населення
Населення за даними перепису 2011 року становило 54 085 осіб.
Динаміка чисельності населення поселення:

## Клімат
Середня річна температура становить 10,89 °C, середня максимальна — 25,45 °C, а середня мінімальна — -5,78 °C. Середня річна кількість опадів — 859 мм.
| Клімат поселення                              | Клімат поселення | Клімат поселення | Клімат поселення | Клімат поселення | Клімат поселення | Клімат поселення | Клімат поселення | Клімат поселення | Клімат поселення | Клімат поселення | Клімат поселення | Клімат поселення | Клімат поселення |
| Показник                                      | Січ.             | Лют.             | Бер.             | Квіт.            | Трав.            | Черв.            | Лип.             | Серп.            | Вер.             | Жовт.            | Лист.            | Груд.            |                  |
| Середній максимум, °C                         | 6,36             | 8,17             | 12,60            | 17,25            | 22,39            | 25,45            | 24,69            | 23,83            | 19,72            | 14,49            | 8,83             | 4,78             |                  |
| Середня температура, °C                       | 0,28             | 2,10             | 6,53             | 11,16            | 16,32            | 19,38            | 21,12            | 20,26            | 16,14            | 10,92            | 5,24             | 1,21             |                  |
| Середній мінімум, °C                          | −5,78            | −3,97            | 0,46             | 5,10             | 10,24            | 13,30            | 17,53            | 16,67            | 12,56            | 7,34             | 1,66             | −2,36            |                  |
| Норма опадів, мм                              | 50               | 46               | 56               | 67               | 75               | 94               | 77               | 88               | 81               | 81               | 84               | 60               |                  |
| Середньомісячна швидкість вітру, м/с          | 1.80             | 1.98             | 2.40             | 2.28             | 2.10             | 1.90             | 1.88             | 1.70             | 1.70             | 1.70             | 1.80             | 1.80             |                  |
| Середньомісячна сонячна радіація, кДж/м²·день | 4077             | 6867             | 10507            | 14884            | 19033            | 20777            | 21709            | 19044            | 14077            | 8716             | 4513             | 3297             |                  |
| --------------------------------------------- | ---------------- | ---------------- | ---------------- | ---------------- | ---------------- | ---------------- | ---------------- | ---------------- | ---------------- | ---------------- | ---------------- | ---------------- | ---------------- |
| Джерело:                                      |                  |                  |                  |                  |                  |                  |                  |                  |                  |                  |                  |                  |                  |